# Hellfried Böhm
Hellfried Böhm (* 14. März 1942 in Graz; † 24. Oktober 2017 in Wien) war ein österreichischer bildender Künstler, Fotograf und Autor. 

## Leben und Wirken
Er wuchs in einer Fotografenfamilie auf, stand bereits im Volksschulalter in der Dunkelkammer seines Großvaters Franz Josef Böhm und machte mit einer ganz einfachen Kamerabox seine ersten Bilder. 1959 gewann er zum ersten Mal einen Fotowettbewerb. Er war österreichischer Handelsattaché in Indien, Rumänien, Peru, Philippinen, Ägypten und Mexiko. Dies schärfte und prägte seinen fotografischen Blick sowie sein Gefühl für Farben und Formen.
Der Künstler lebte und arbeitete seit 1997 wieder in Österreich. Hier begann er, sich mit Fotoübermalungen sowie Fotobearbeitungen zu beschäftigen und arbeitete mit modernen digitalen Druckgrafiktechniken, wie Giclée-Printing auf Leinen und Digitaldruck. Hellfried Böhm stellte seine Bilder in zahlreichen Ausstellungen in Österreich und anderen Ländern aus.

## Werke
- Peru. Pinguin Verlag, Innsbruck 1982
- Mexico. Flint River Press, London 1992
- Mexiko. Reich Verlag, Zürich 1994
- Peter Rosegger und sein Photograph Franz Josef Böhm. K&K Hofphotograph und Freund Peter Roseggers. Verlag Der Apfel, Wien 2009, ISBN 978-3-85450-077-3